# (9434) Bokusen
(9434) Bokusen est un astéroïde de la ceinture principale.

## Description
(9434) Bokusen est un astéroïde de la ceinture principale. Il fut découvert le 12 février 1997 à Ōizumi par Takao Kobayashi. Il présente une orbite caractérisée par un demi-grand axe de 2,27 UA, une excentricité de 0,14 et une inclinaison de 2,7° par rapport à l'écliptique.
Le nom fait référence à Numajiri Bokusen (1775-1856), un éducateur, géographe et astronome japonais, qui vivait à Tsuchiura pendant la période Edo. Il a ouvert une école pour les gens du peuple et a conçu de nombreux objets, dont un globe terrestre pliable.